# All for You (Album)
All for You ist das siebte Studioalbum der US-amerikanischen Sängerin Janet Jackson aus dem Jahr 2001.

## Entstehung und Veröffentlichung
Die Erstveröffentlichung von All for You erfolgte am 23. April 2001 bei Virgin Records. Das Album erschien in seiner Originalausführung als CD mit 20 Titeln (Katalognummer: 8101442). Am 26. Juli 2019 erschien es erstmals als LP-Ausführung (Katalognummer: 060257766117).
Geschrieben wurden die Lieder von der Interpretin selbst, zusammen mit wechselnden Koautoren. Jackson zeichnete darüber hinaus für Teile der Produktion verantwortlich, genauso wie Dana Stinson (Rockwilder), Jimmy Jam und Terry Lewis. Letztere beiden arbeiteten schon bei Control (Februar 1986) mit Jackson zusammen.
Eine Woche bevor das Album herauskam, wurde von MTV ein Special mit dem Titel MTV Icon für Janet Jackson gesendet. Am Ende spielte Jackson bereits ihr neues Stück All for You. All for You wurde zuerst ohne Parental-Advisory-Aufkleber veröffentlicht. Allerdings wurde bei der zweiten Pressung ein solcher angebracht und auch eine sogenannte „Clean“-Ausgabe erschien, bei der das Stück Would You Mind fehlte. In Singapur wurde das Album ganz verboten. Auf All for You sang Jackson zu Themen wie Scheidung und Sexualität.

## Titelliste
1. Intro – 1:00
2. You Ain’t Right (Janet Jackson, James Harris III, Terry Lewis, Dana Stinson) – 4:32
3. All for You (Jackson, Harris, Lewis, David Romani, Wayne Garfield, Mauro Malavasi) – 5:30
4. 2wayforyou (Interlude) – 0:19
5. Come On Get Up (Jackson, Harris, Lewis, Stinson) – 4:47
6. When We Oooo (Jackson, Harris, Lewis) – 4:34
7. China Love (Jackson, Harris, Lewis) – 4:36
8. Love Scene (Ooh Baby) (Jackson, Harris, Lewis) – 4:16
9. Would You Mind (Jackson, Harris, Lewis, Stinson) – 5:31
10. Lame (Interlude) – 0:11
11. Trust a Try (Jackson, Harris, Lewis, Stinson) – 5:16
12. Clouds (Interlude) – 0:19
13. Son of a Gun (I Betcha Think This Song Is About You) (mit Carly Simon) (Jackson, Harris, Lewis, Carly Simon) – 5:56
14. Truth (Jackson, Harris, Lewis, James Wright, Stan Vincent) – 6:45
15. Theory (Interlude) – 0:26
16. Someone to Call My Lover (Jackson, Harris, Lewis, Dewey Bunnell) – 4:32
17. Feels So Right (Jackson, Harris, Lewis, Stinson) – 4:42
18. Doesn’t Really Matter (Jackson, Harris, Lewis) – 4:25
19. Better Days (Jackson, Harris, Lewis) – 5:05
20. Outro – 0:09

## Mitwirkende
- Michael Abbott – Toningenieur
- Alex Al – Bass
- David Anthony – Produzent
- David Ashton – Toningenieur-Assistent
- David Barry – Gitarre
- Lee Blaske – Streicherarrangements
- Mike Bozzi – Assistant Mastering Engineer
- Evelina Chao – Viola
- Nathaniel Cole – Violine
- Fran Cooper – Make-up
- D-Man – Remix, Abmischung
- Diddy – Remix
- Sean Donnelly – Design, Animation
- Missy Elliott – Gesang
- Brian Gardner – Mastering
- Gael Guilarte – Assistant Engineer
- Jeri Heiden – Art Direction
- Steve Hodge – Toningenieur, Abmischung
- Janet Jackson – Gesang, Produzent, ausführender Producer
- Jimmy Jam – Instrumente, Produzent, ausführender Producer
- Seb Janiak – Videoregisseur
- John Kennedy – Violine
- Kathy Kienzle – Harfe
- Joshua Koestenbaum – Cello
- Tom Kornacker – Violine
- Kim Kyu Young – Violine
- Terry Lewis – Multi-Instrumentalist, Produzent, ausführender Produzent
- Andrew McPherson – Bildgestaltung
- Dave Meyers – Videoregisseur
- Karen Mitchell – Make-up Assistent
- James C. Moore – Produzent
- Adrian Morgan – Produzent
- Elsa Nilsson – Violine
- Julia Persitz – Violine
- Alice Preves – Viola
- Q-Tip – Rap
- Jason Rankins – Assistant Engineer
- Alexander Richbourg – Schlagzeugprogrammierung, MIDI-Programmierung, Pro-Tools
- David Rideau – engineer, Abmischung
- Rockwilder – Produzent, Schlagzeugprogrammierung, MIDI-Programmierung
- Matthew Rolston – Videoregisseur
- Mike Scott – Gitarre
- Dominic Sena – Videoregisseur
- Chris Seul – engineer
- Laura Sewell – Cello
- Dexter Simmons – Abmischung
- Carly Simon – Performer
- Daryl Skobba – Cello
- Xavier Smith – Schlagzeugprogrammierung, Assistant Engineer, Abmischung, MIDI-Programmierung
- Smog – Design
- Michal Sobieski – Violine
- Tamas Strasser – Viola
- Tom Sweeney – Assistant Engineer, Abmischung
- James „Big Jim“ Wright – Keyboards
- Bradley Yost – Assistant Engineer, Abmischung

## Singleauskopplungen
| Jahr | Titel                                                | Höchstplatzierung, Gesamtwochen, AuszeichnungChartplatzierungen (Jahr, Titel, , Platzierungen, Wochen, Auszeichnungen, Anmerkungen) | Höchstplatzierung, Gesamtwochen, AuszeichnungChartplatzierungen (Jahr, Titel, , Platzierungen, Wochen, Auszeichnungen, Anmerkungen) | Höchstplatzierung, Gesamtwochen, AuszeichnungChartplatzierungen (Jahr, Titel, , Platzierungen, Wochen, Auszeichnungen, Anmerkungen) | Höchstplatzierung, Gesamtwochen, AuszeichnungChartplatzierungen (Jahr, Titel, , Platzierungen, Wochen, Auszeichnungen, Anmerkungen) | Höchstplatzierung, Gesamtwochen, AuszeichnungChartplatzierungen (Jahr, Titel, , Platzierungen, Wochen, Auszeichnungen, Anmerkungen) | Höchstplatzierung, Gesamtwochen, AuszeichnungChartplatzierungen (Jahr, Titel, , Platzierungen, Wochen, Auszeichnungen, Anmerkungen) | Anmerkungen                             |
| Jahr | Titel                                                | DE | AT | CH | UK | US | R&B | Anmerkungen                             |
| ---- | ---------------------------------------------------- | --- | --- | --- | --- | --- | --- | --------------------------------------- |
| 2000 | Doesn’t Really Matter                                | DE23 (9 Wo.)DE | — | CH17 (14 Wo.)CH | UK5 Silber · (11 Wo.)UK | US1 Gold · (24 Wo.)US | R&B3 (22 Wo.)R&B | Erstveröffentlichung: 27. Mai 2000      |
| 2001 | All for You                                          | DE16 (10 Wo.)DE | AT30 (12 Wo.)AT | CH7 (20 Wo.)CH | UK3 Silber · (15 Wo.)UK | US1 Platin · (22 Wo.)US | R&B1 (20 Wo.)R&B | Erstveröffentlichung: 6. März 2001      |
| 2001 | Someone to Call My Lover                             | DE65 (4 Wo.)DE | — | CH42 (12 Wo.)CH | UK11 (6 Wo.)UK | US3 (20 Wo.)US | R&B11 (20 Wo.)R&B | Erstveröffentlichung: 26. Juni 2001     |
| 2001 | Son of a Gun (I Betcha Think This Song Is About You) | DE69 (6 Wo.)DE | — | CH56 (7 Wo.)CH | UK13 (11 Wo.)UK | US28 (12 Wo.)US | R&B26 (19 Wo.)R&B | Erstveröffentlichung: 11. Dezember 2001 |
| 2002 | Come on Get Up                                       | — | — | — | — | — | — | Erstveröffentlichung: 13. November 2002 |

## Rezensionen
Die Webseite Allmusic nannte das Album „schwül“ und „überlang“. Es wäre besser gewesen, wenn die Platte entspannter gewesen wäre und Jackson sich auf großartige Songs konzentriert hätte.

## Kommerzieller Erfolg

### Chartplatzierungen
| ChartsChartplatzierungen       | Höchstplatzierung | Wochen |
| ------------------------------ | ----------------- | ------ |
| Deutschland (GfK)              | 3 (14 Wo.)        | 14     |
| Österreich (Ö3)                | 8 (6 Wo.)         | 6      |
| Schweiz (IFPI)                 | 2 (18 Wo.)        | 18     |
| Vereinigte Staaten (Billboard) | 1 (52 Wo.)        | 52     |
| Vereinigtes Königreich (OCC)   | 2 (21 Wo.)        | 21     |

| ChartsJahrescharts (2001)    | Platzierung |
| ---------------------------- | ----------- |
| Deutschland (GfK)            | 78          |
| Schweiz (IFPI)               | 70          |
| Vereinigtes Königreich (OCC) | 98          |

| ChartsJahrescharts (2002)      | Platzierung |
| ------------------------------ | ----------- |
| Vereinigte Staaten (Billboard) | 174         |

| ChartsJahrescharts (2000–2009) | Platzierung |
| ------------------------------ | ----------- |
| Vereinigte Staaten (Billboard) | 141         |

### Auszeichnungen für Musikverkäufe
All for You verkaufte sich laut Quellen weltweit mehr als sieben Millionen Mal, davon sind 4,9 Millionen durch Schallplattenauszeichnungen belegt.
| Land/Region                  | Auszeichnungen für Musikverkäufe (Land/Region, Auszeichnung, Verkäufe) | Verkäufe  |
| ---------------------------- | ---------------------------------------------------------------------- | --------- |
| Australien (ARIA)            | Gold                                                                   | 35.000    |
| Belgien (BRMA)               | Gold                                                                   | 25.000    |
| Dänemark (IFPI)              | Gold                                                                   | 25.000    |
| Deutschland (BVMI)           | Gold                                                                   | 150.000   |
| Frankreich (SNEP)            | Gold                                                                   | 100.000   |
| Japan (RIAJ)                 | 3× Platin                                                              | 600.000   |
| Kanada (MC)                  | 3× Platin                                                              | 300.000   |
| Neuseeland (RMNZ)            | Gold                                                                   | 7.500     |
| Schweiz (IFPI)               | Gold                                                                   | 20.000    |
| Spanien (Promusicae)         | Gold                                                                   | 50.000    |
| Südafrika (RISA)             | 4× Platin                                                              | 200.000   |
| Südkorea (KMCA)              | —                                                                      | 19.912    |
| Vereinigte Staaten (RIAA)    | 2× Platin                                                              | 3.107.000 |
| Vereinigtes Königreich (BPI) | Gold                                                                   | 198.000   |
| Insgesamt                    | 9× Gold · 12× Platin ·                                                 | 4.937.412 |

Hauptartikel: Janet Jackson/Auszeichnungen für Musikverkäufe